# اندیس گرافیت توت
گرافیت توت* یک اندیس غیرفلزی است که در  استان یزد قرار دارد و مادهٔ معدنی موجود در آن، گرافیت است.سنگ میزبان این اندیس شیست و اسلیت و فیلیت است و دیرینگی آن به دوران ژوراسیک می‌رسد.